# Antrimpos
Antrimpos è un genere di crostacei estinti, appartenente ai decapodi. Visse tra il Triassico inferiore e il Giurassico superiore (circa 250 - 150 milioni di anni fa) e i suoi resti fossili sono stati ritrovati in Europa.

## Descrizione
Questo crostaceo era molto simile agli attuali gamberi del genere Penaeus. Le dimensioni erano molto variabili a seconda delle specie ascritte a questo genere, ed erano comprese da pochi centimetri a circa 20 centimetri. L'esoscheletro era composto da un carapace univalve allungato, che ricopriva la parte anteriore del corpo. Sul carapace era presente anteriormente una spina (spina antennale). Le antennule erano molto corte, mentre le antenne erano eccezionalmente allungate, fino al doppio della lunghezza del corpo.
Le appendici toraciche erano molto allungate, e le prime tre paia di zampe erano ricoperte di spine e provviste di chele alle estremità. L'addome, ben sviluppato, era suddiviso in segmenti, l'ultimo dei quali era il più lungo. Il telson era triangolare, appuntito, percorso da un solco longitudinale. L'uropodite possedeva l'appendice più esterna (esopodite) con dieresi. 

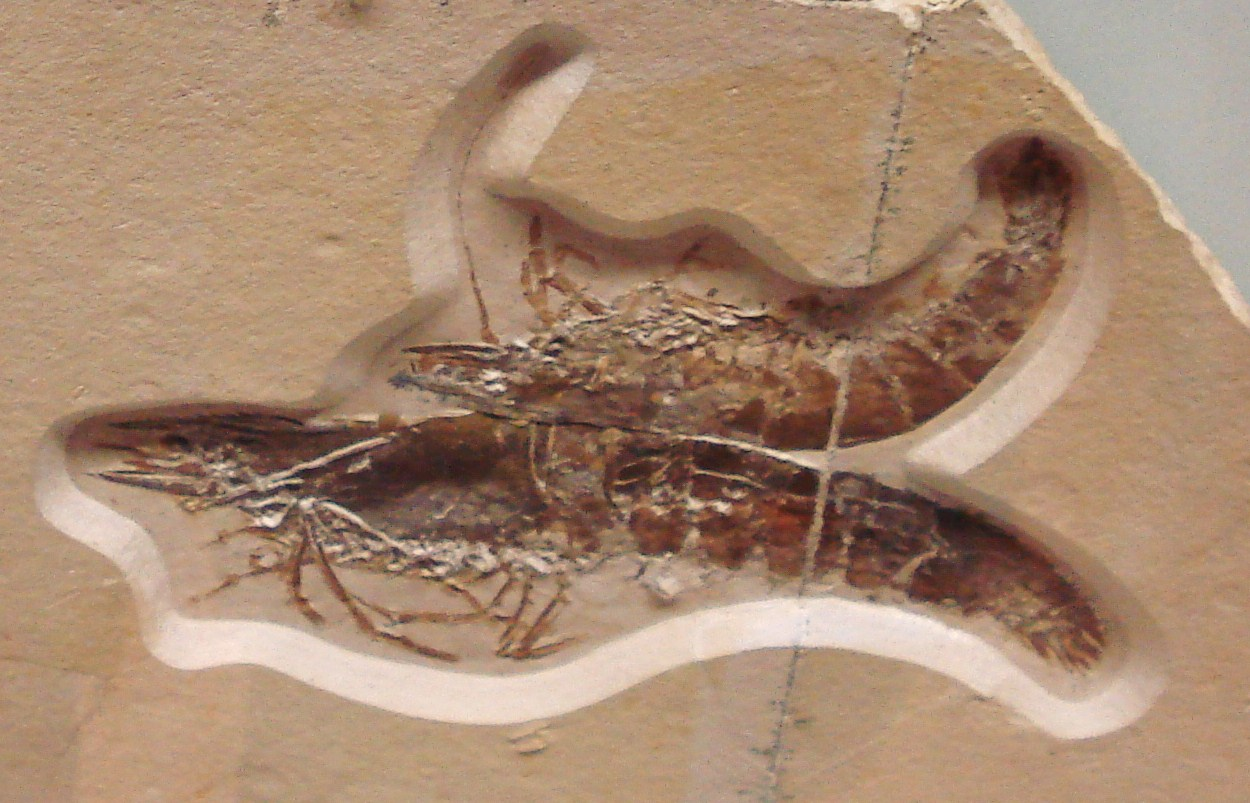
Fossili di Antrimpos undenarius

## Classificazione
Il genere Antrimpos venne descritto per la prima volta nel 1839 da Muenster, che descrisse la specie tipo Antrimpos speciosus sulla base di esemplari provenienti dal Giurassico superiore di Solnhofen (Baviera). Successivamente, a questo genere sono state descritte una moltitudine di specie, provenienti da varie zone dell'Europa, distinte principalmente per dettagli dei pereiopodi e del rostro. Tra le varie specie, da ricordare l'antica A. crassipes, del Triassico medio di Raibl (Udine), A. noricus, del Triassico superiore lombardo, A. liasicus del Giurassico inferiore della Svizzera, A. secretaniae proveniente dal Giurassico medio (Calloviano) di La Voulte-sur-Rhône (Ardèche, Francia), e le specie provenienti dal famoso giacimento di Eichstatt e Solnhofen: A. speciosus, A. undenarius (considerata l'antenata della precedente), A. nododon. Dal Triassico inferiore del Madagascar proviene la specie A. madagascariensis, riclassificata nel genere Ifasya.

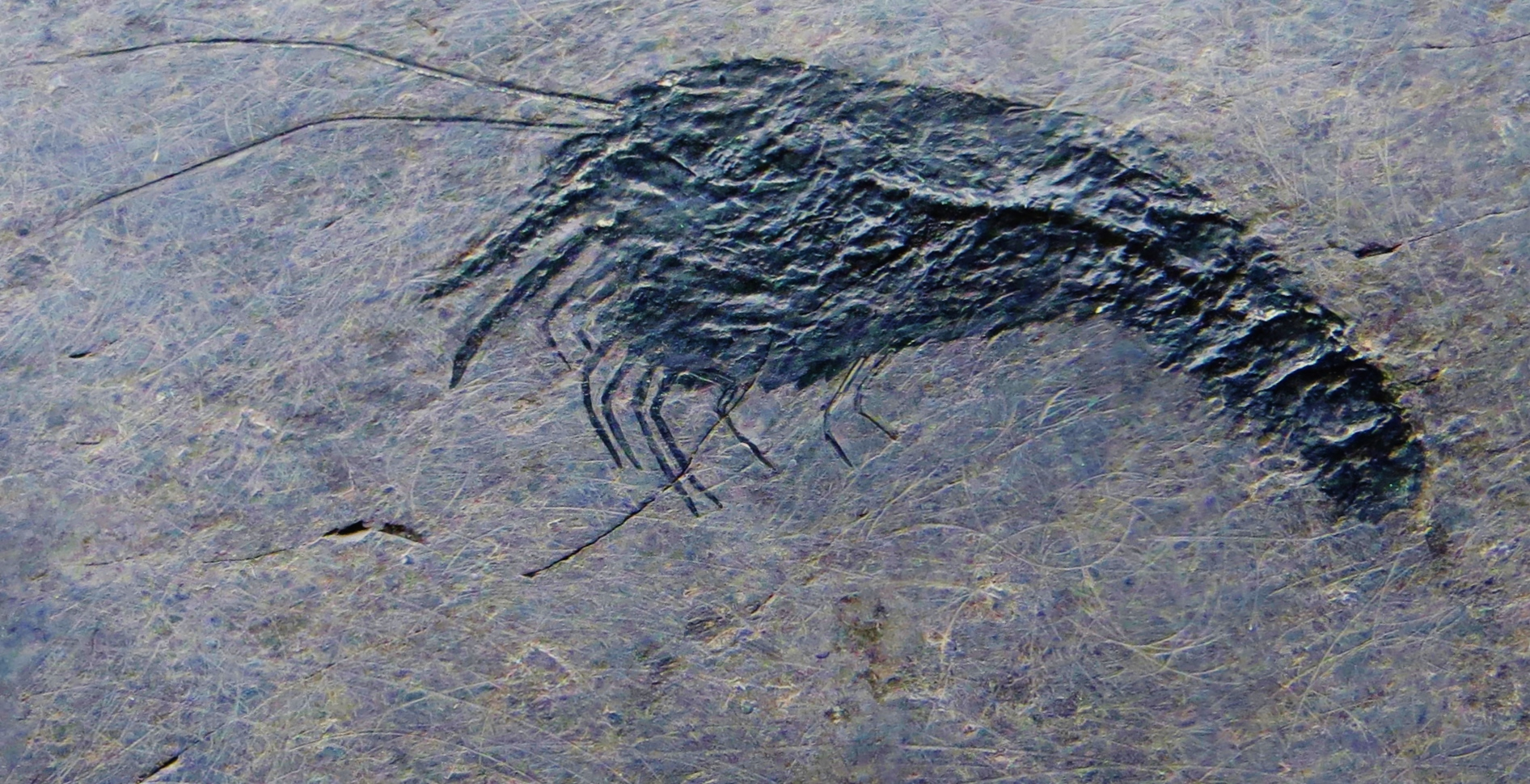
Fossile di Antrimpos noricus

Antrimpos, come gli affini Bylgia, Koelga e Drobna, fa parte della famiglia dei peneidi, un gruppo di crostacei decapodi di cui fanno parte anche numerose forme attuali, molto diffusi nei mari tropicali.

## Paleobiologia
Antrimpos viveva nei pressi del fondale marino, in zone di acque poco profonde e illuminate; era in grado di nuotare attivamente.

## Galleria d'immagini

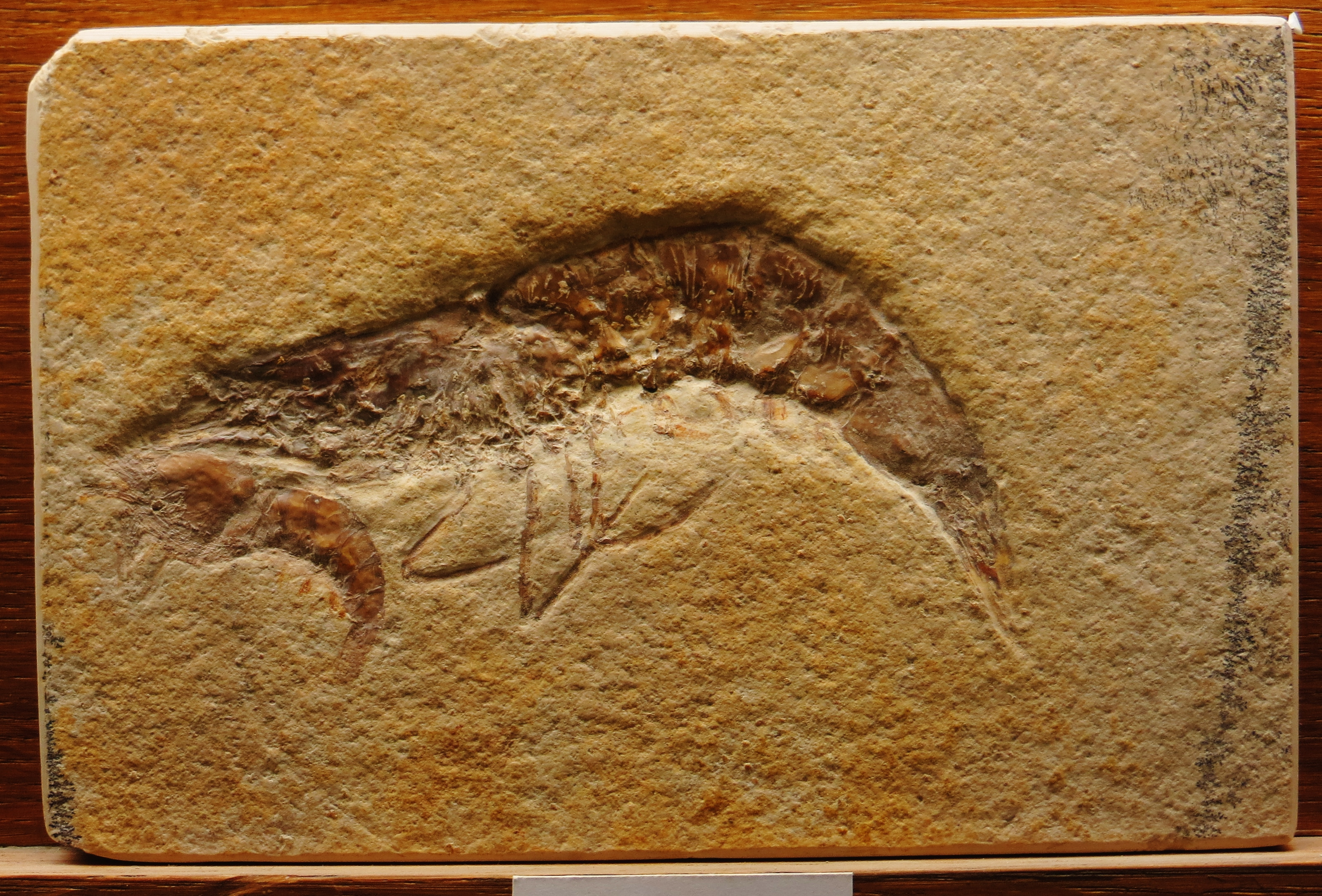
Fossili di Antrimpos speciosus e Antrimpos cf. meyeri
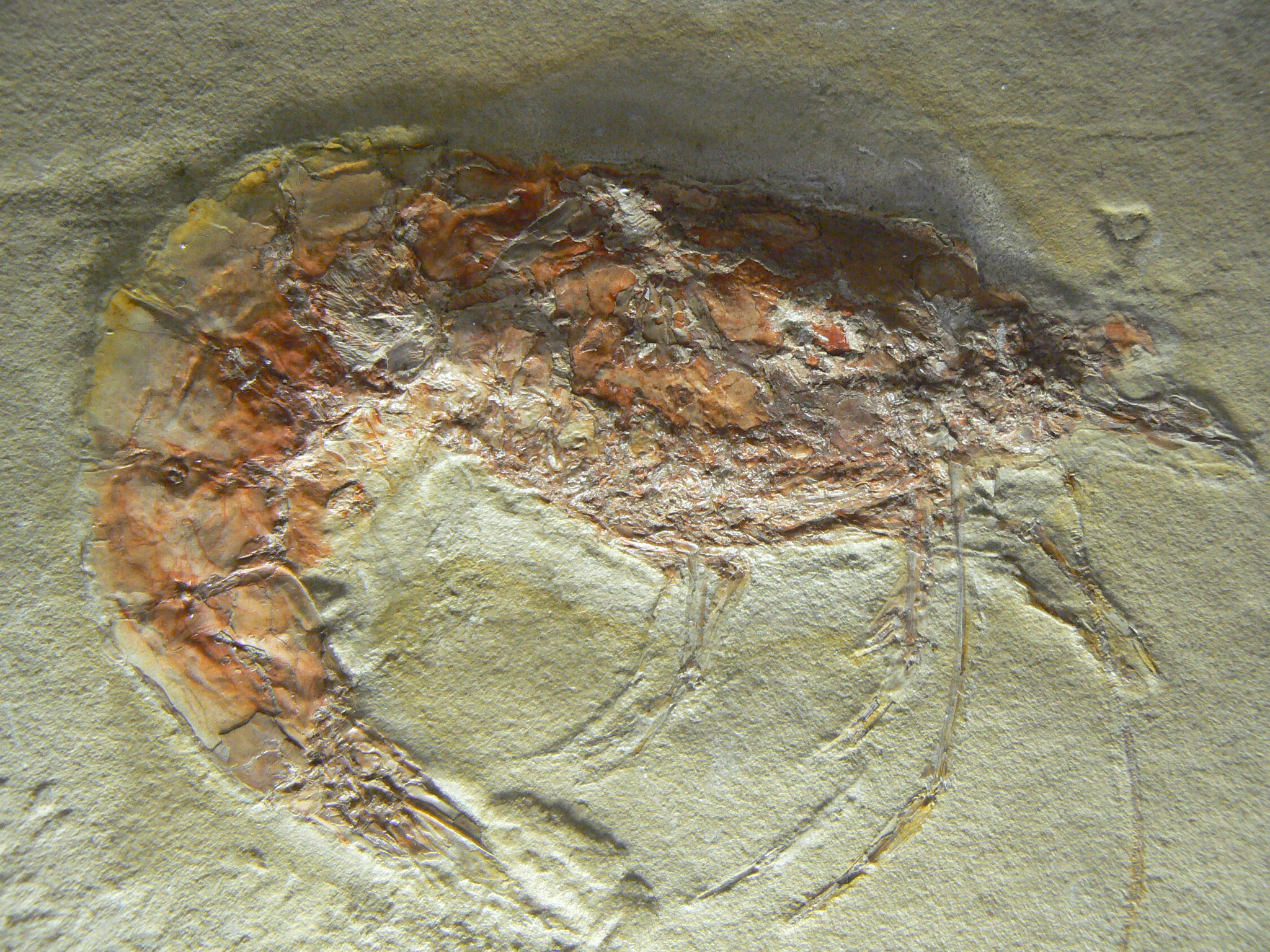
Fossile di Antrimpos speciosus
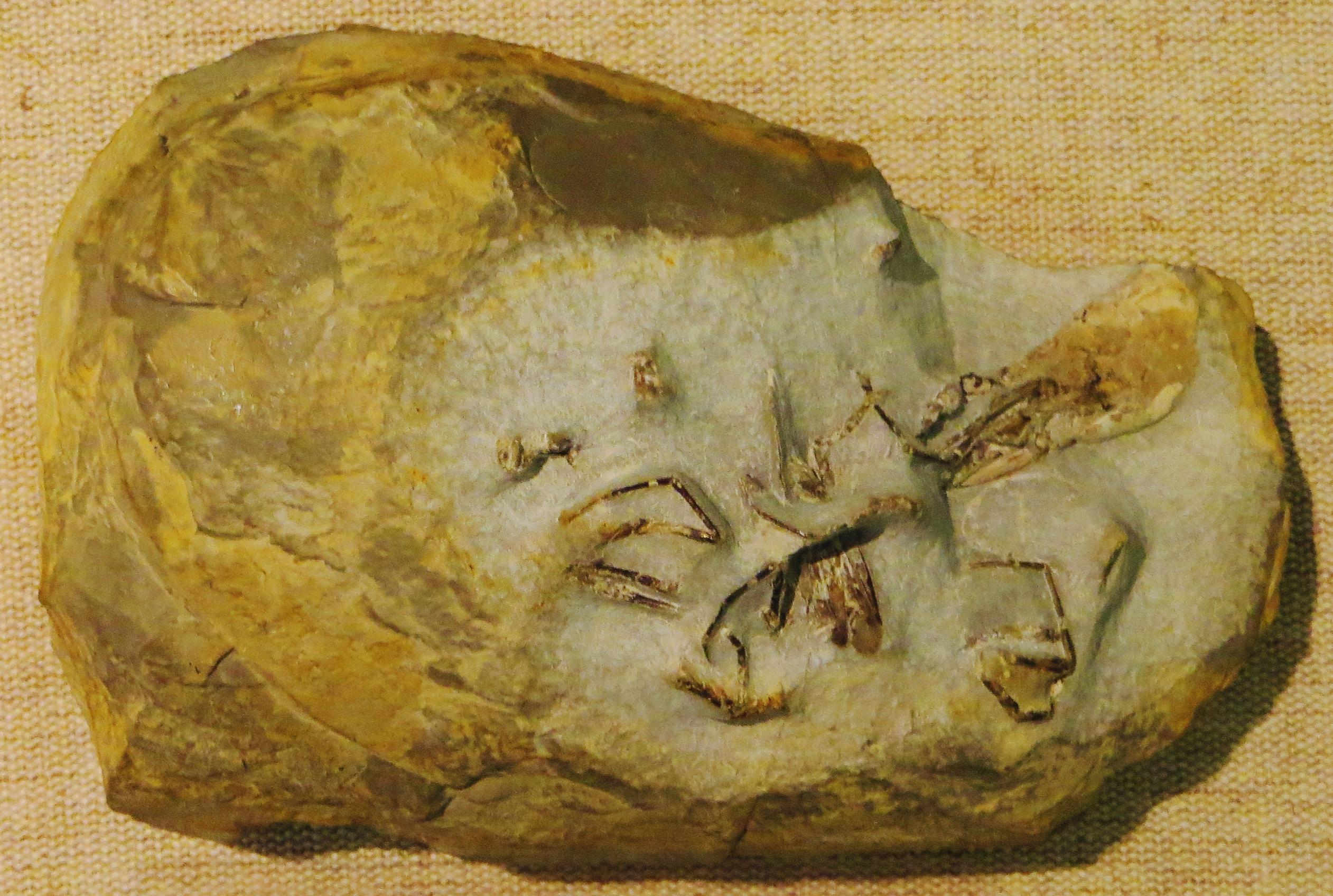
Fossile di Antrimpos germanicus
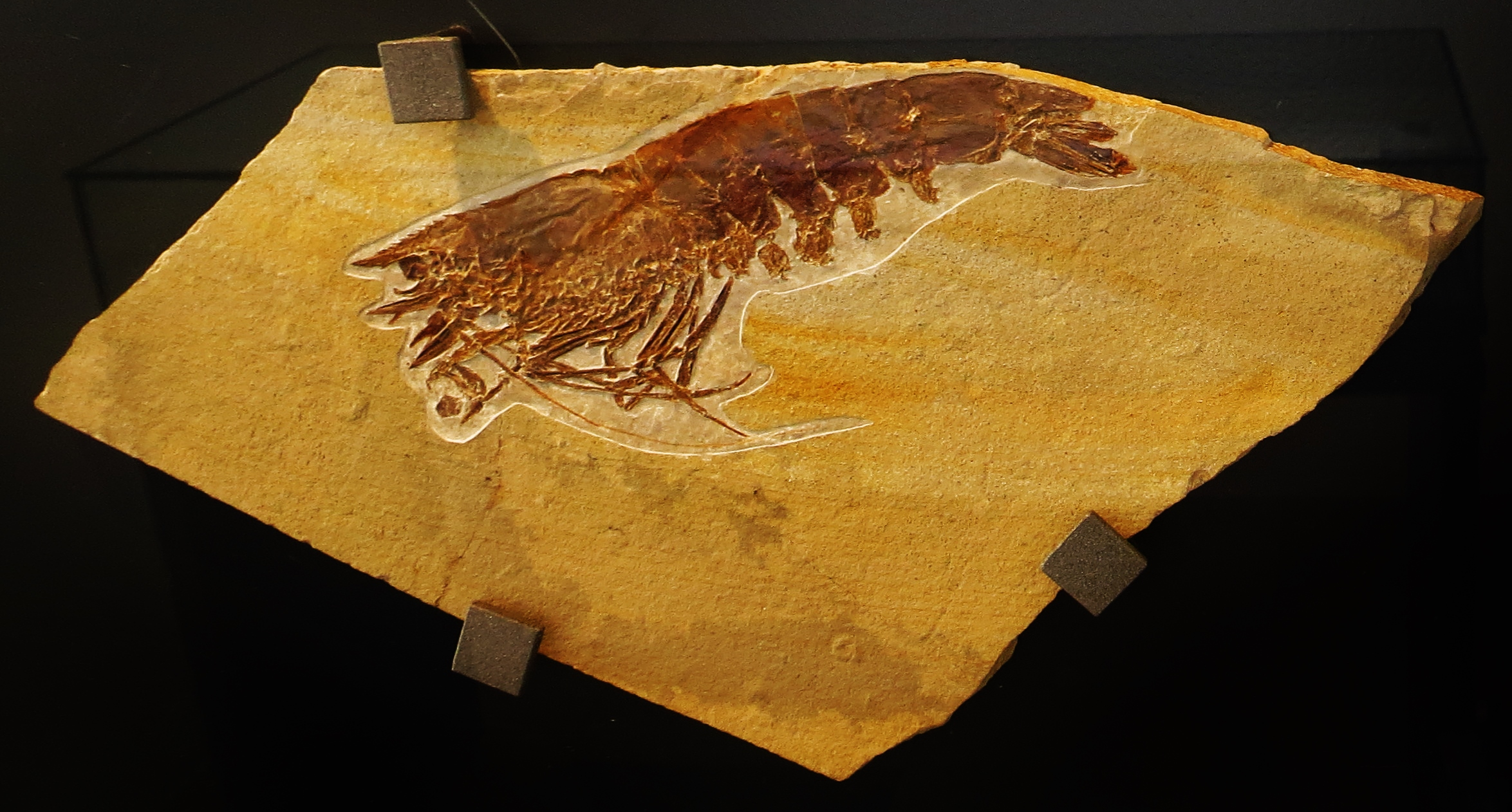
Fossile di Antrimpos undenarius
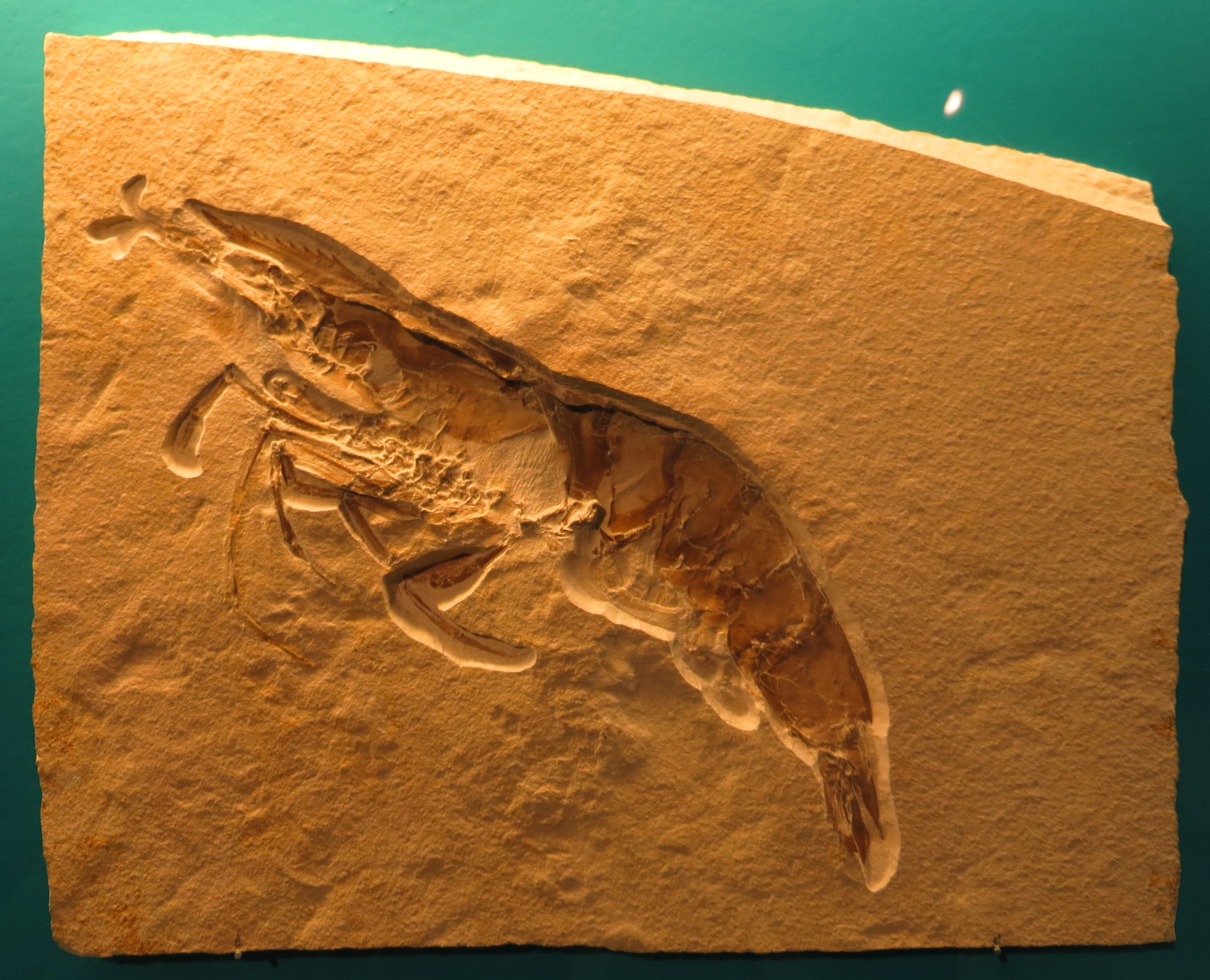
Fossile di Antrimpos nododon
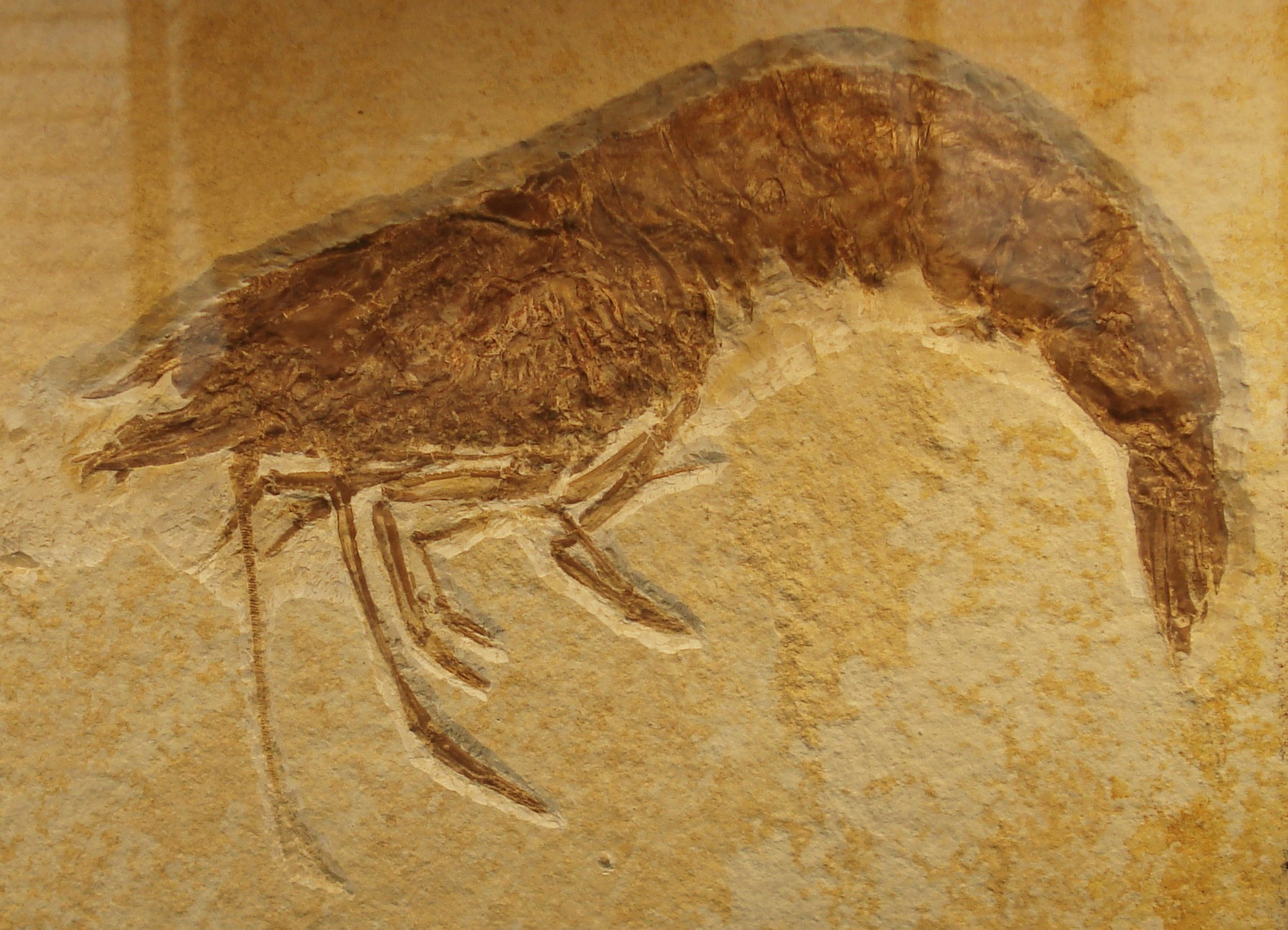
Fossile di Antrimpos speciosus
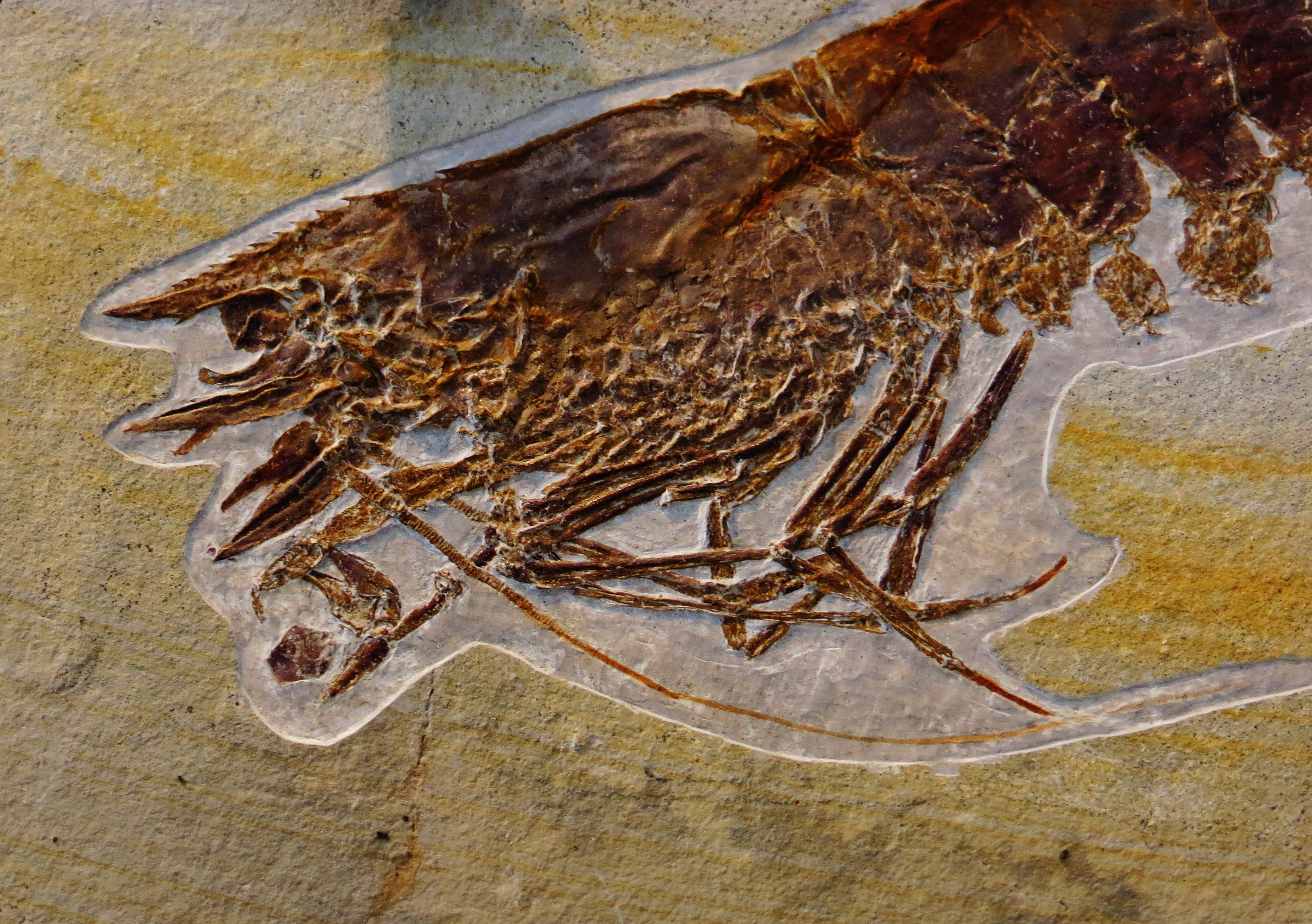
Particolare di un fossile di Antrimpos undenarius
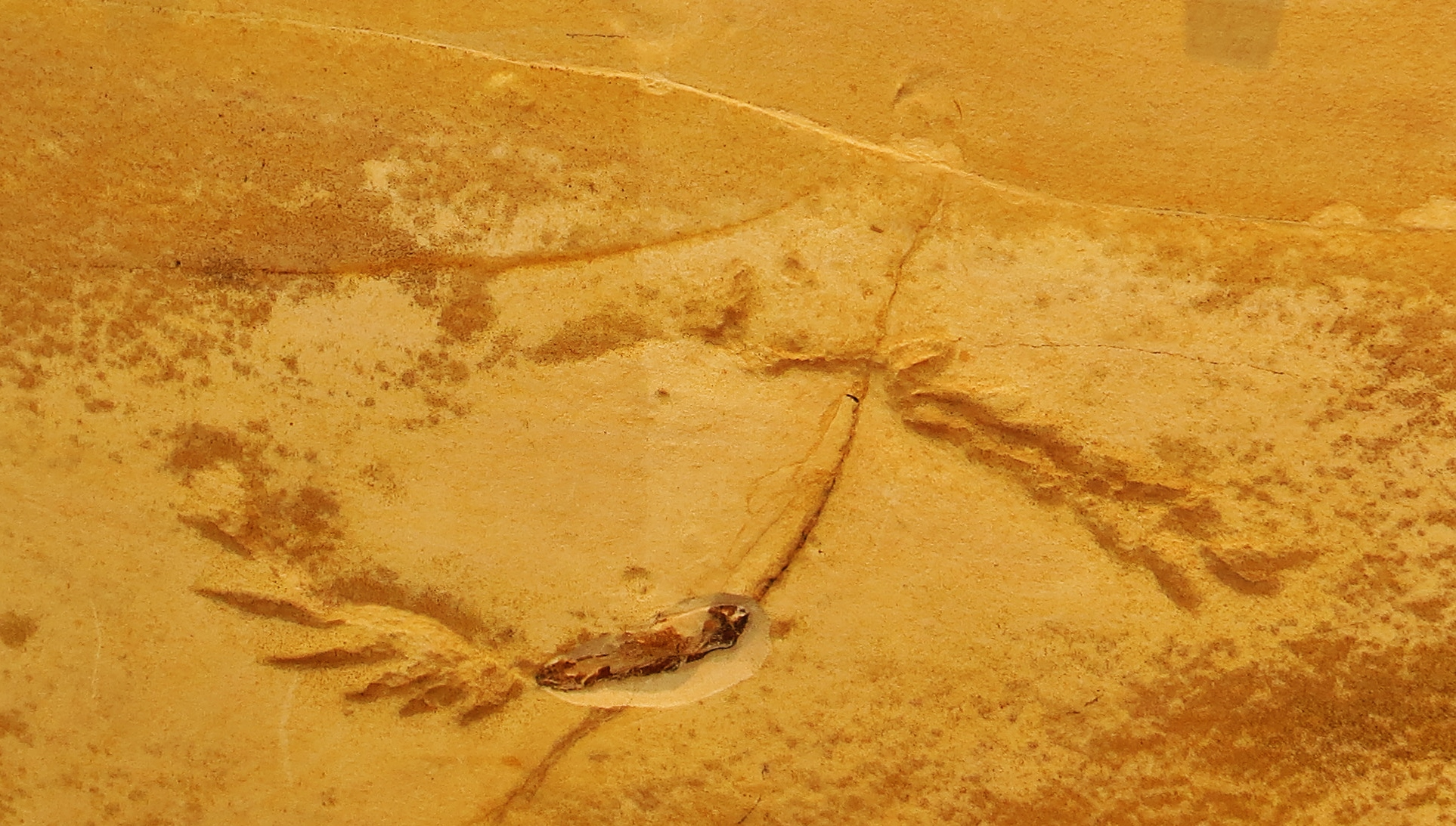
Fossile di Antrimpos undenarius con traccia fossile
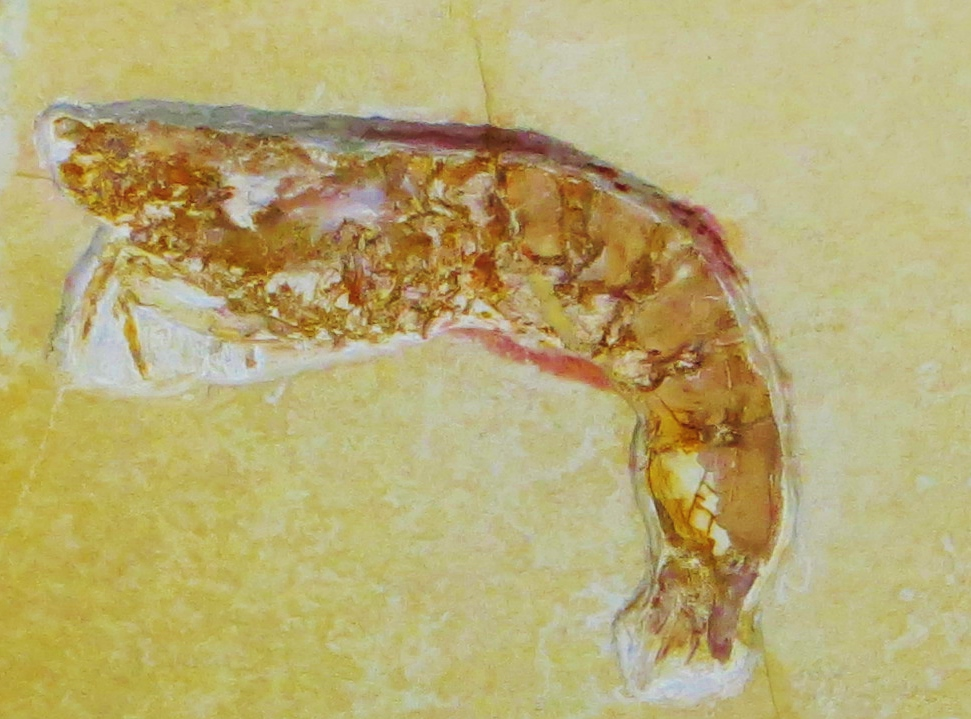
Fossile di Antrimpos speciosus